# Take One
Take One è il primo album registrato da Adam Lambert. L'album contiene pezzi registrati da Lambert nel 2005, ma è stato pubblicato il 17 novembre 2009 nello stesso mese di uscita di For Your Entertainment, per l'etichetta Rufftown Records.

## Promozione
L'album non ha avuto nessun tipo di promozione, ma è stata sfruttata la visibilità ottenuta da Lambert grazie ad American Idol e ad For Your Entertainment per pubblicare questo album tenuto in disparte dal 2005. L'album ha venduto negli Stati Uniti 42,000 copie.

## Tracce
1. Climb – 4:39
2. December – 3:29
3. Fields – 3:42
4. Did You Need It – 5:09
5. More Than – 3:16
6. Wonderful – 4:19
7. Castle Man – 5:04
8. Hourglass – 4:49
9. Light Falls Away – 7:12
10. First Light – 2:39
11. Want (December Remix) – 3:27
12. Spotlight (Did You Need It Remix) – 4:22
13. On with the Show (Fields Remix) – 4:06

## Classifiche
| Classifica                            | Posizione massima |
| ------------------------------------- | ----------------- |
| U.S. Billboard 200                    | 72                |
| U.S. Billboard Top Independent Albums | 6                 |